# Ligne de Toijala à Valkeakoski
La ligne de Toijala-Valkeakoski (en finnois : Toijala-Valkeakoski rata), dite aussi ligne de Valkeakoski (en finnois : Valkeakosken rata), est une ligne de chemin de fer, du Réseau ferroviaire finlandais qui relie Valkeakoski à Toijala.

## Histoire
Pendant longtemps, les usines de Valkeakoski ont assuré leur transport exclusivement par voie fluviale. Les usines ont d'abord utilisé le port de Sairio à Hämeenlinna, et après l'achèvement du chemin de fer du port de Toijala, le port de Toijala à partir de 1927. En hiver, le transport se faisait à cheval, et par la suite en camion jusqu'à Lempäälä.
En 1935, une motion a été présentée au parlement pour construire une voie entre Toijala et Valkeakoski, principalement pour le transport industriel. Le premier train régulier de Toijala à Valkeakoski circula le 18 octobre 1937 et la ligne fut inaugurée début septembre 1938.
Un bâtiment de gare assez modeste conçu par Thure Hellström fut construit à Valkeakoski dans le style de l'époque, et un hangar à locomotives monoplace a été construit dans la cour de la gare. De la gare de Valkeakoski, les voies étaient initialement prévues vers la zone de l'usine de Tervasaari et le rivage du lac Mallasvesi, mais le nombre de voies industrielles a augmenté dans les premières années de fonctionnement de la ligne.
En 1938, une voie a été construite pour l'usine de Paperituote Oy à Roukko, en 1940 pour l'usine chimique de Valke Oy à Varsanhänta et en 1941 pour l'usine de fibres synthétiques de Säteri Oy à Kirjasniemi.
Dans la zone de Valkeakoski, deux arrêts ont été ouverts sur la ligne, l'arrêt Lotilansalmi aux moulins Valke et l'arrêt Säteri à la porte du moulin du même nom. Le viaduc de Lempääläntie a été construit dans les années 1950, mais il s'est avéré exigu et en mauvais état dans les années 1980 et a été remplacé par un nouveau en 1984.
La liaison routière de Toijala à Valkeakoski par la seututie 304 a été achevée en 1954 et le trafic ferroviaire de passagers vers Valkeakoski a été interrompu début décembre 1956. Le transport de passager a  été assuré par des bus VR-Yhtymä jusqu'en 1971 puis par Pohjolan Liikenne.
L'exploitation ferroviaire à Valkeakoski a été arrêtée en 1994, et depuis lors, le service ferroviaire est géré à distance depuis Toijala.

## Exploitation
La ligne est ouverte exclusivement au service des marchandises.